# Trachyliopus fairmairei
Trachyliopus fairmairei är en skalbaggsart som beskrevs av Stefan von Breuning 1957. Trachyliopus fairmairei ingår i släktet Trachyliopus och familjen långhorningar.
Artens utbredningsområde är Madagaskar. Inga underarter finns listade i Catalogue of Life.